# Leuhusen
Leuhusen är en belgisk-svensk släkt, ursprungligen stammande från Mechelen i Brabant, i nuvarande Belgien.
En släktmedlem inflyttade omkring 1450 till Stockholm och blev borgare där.
En känd släktmedlem, abbedissan Anna Reinholdsdotter Leuhusen (död cirka 1554) vid Sankta Klara Kloster i Stockholm, behöll det halsband som enligt uppgift hade tillhört klostrets abbedissor sedan Rikissa Magnusdotter av Sverige, under tiden för reformationen i Sverige. Hon gav det till sin släkt Leuhusen, där det gick i arv. Smycket blev sedermera känt som släktklenod under namnet Leuhusenska guldkedjan, som i dag förvaras på Statens historiska museum.
Underståthållaren på Stockholms slott Reinhold Govert Leuhusen (1601-1655) adlades 1645. Hans son, hovmarskalken Peter Leuhusen (1649–1726) upphöjdes 1719 i friherrligt stånd.
I mars 2017 var 60 personer med efternamnet Leuhusen bosatta i Sverige.

## Personer med efternamnet Leuhusen
- Adelaide Leuhusen (1828–1923), svensk sångerska och målare
- Alexander Leuhusen (1821–1903), svensk militär
- Anna Reinholdsdotter Leuhusen (död cirka 1554), svensk katolsk nunna
- Carl Herman Leuhusen (1810–1879), svensk militär
- Gustaf Leuhusen (1858–1935), svensk militär
- Gustaf Wilhelm Leuhusen (1812–1909), svensk jurist
- Nils Leuhusen (1897–1974), svensk militär
- Regner Leuhusen (1900–1994), svensk militär
- Reinhold Govert Leuhusen (1601–1655), svensk ämbetsman
- Ulla Leuhusen (1926–2013), gift Wachtmeister, svensk konstnär
- Wilhelm Leuhusen (1841–1916), svensk militär